# Åre
Åre este o localitate în partea de vest a Suediei, în regiunea Jämtland. Ea aparține de comuna ononimă. Economia localității se bazează pe turism (stațiune de ski și posibilități de practicare a ciclismului - downhill biking).

## Demografie
| \| Evoluția demografică a zonei urbane Åre, 1970–2015 \| Evoluția demografică a zonei urbane Åre, 1970–2015 \| Evoluția demografică a zonei urbane Åre, 1970–2015 \| Evoluția demografică a zonei urbane Åre, 1970–2015 \| Evoluția demografică a zonei urbane Åre, 1970–2015 \| \| --------------------------------------------------------------------------------------- \| -------------------------------------------------- \| -------------------------------------------------- \| -------------------------------------------------- \| -------------------------------------------------- \| \| An \| \| \| Locuitori \| \| \| 1970 \| 1970 \| \| 450 \| 450 \| \| 1975 \| 1975 \| \| 523 \| 523 \| \| 1980 \| 1980 \| \| 576 \| 576 \| \| 1990 \| 1990 \| \| 816 \| 816 \| \| 1995 \| 1995 \| \| 1.078 \| 1.078 \| \| 2000 \| 2000 \| \| 1.019 \| 1.019 \| \| 2005 \| 2005 \| \| 1.260 \| 1.260 \| \| 2010 \| 2010 \| \| 1.417 \| 1.417 \| \| 2015 \| 2015 \| \| 2.768 \| 2.768 \| \| Sursa: SCB - Statistika Centralbyrån, Folkmängden per tätort. Vart femte år 1960 - 2016 \| \| \| \| \| |      |  |           |       |
| Evoluția demografică a zonei urbane Åre, 1970–2015 |      |  |           |       |
| An |      |  | Locuitori |       |
| 1970 | 1970 |  | 450       | 450   |
| 1975 | 1975 |  | 523       | 523   |
| 1980 | 1980 |  | 576       | 576   |
| 1990 | 1990 |  | 816       | 816   |
| 1995 | 1995 |  | 1.078     | 1.078 |
| 2000 | 2000 |  | 1.019     | 1.019 |
| 2005 | 2005 |  | 1.260     | 1.260 |
| 2010 | 2010 |  | 1.417     | 1.417 |
| 2015 | 2015 |  | 2.768     | 2.768 |
| Sursa: SCB - Statistika Centralbyrån, Folkmängden per tätort. Vart femte år 1960 - 2016 |      |  |           |       |